# Trophée de la recrue défensive
Le Trophée de la recrue défensive est un trophée de hockey sur glace. Il est remis annuellement depuis la saison 2000-2001 au joueur qui a su démontrer les meilleures qualités défensives durant sa première saison en tant que joueur dans la Ligue nord-américaine de hockey.

## Récipiendaires du trophée
| Saison    | Vainqueur          | Équipe                                    |
| --------- | ------------------ | ----------------------------------------- |
| 2000-2001 | Claude Fernet      | Grand Portneuf de Pont-Rouge              |
| 2001-2002 | Dany Lavoie        | Promutuel de Rivière-du-Loup              |
| 2002-2003 | Frédéric Henry     | Caron & Guay de Pont-Rouge                |
| 2003-2004 | Francis Nault      | Cousin de Saint-Hyacinthe                 |
| 2004-2005 | Jonathan Gauthier  | Chiefs de Laval                           |
| 2005-2006 | Nicolas Marcotte   | Caron et Guay de Trois-Rivières           |
| 2006-2007 | Olivier Michaud    | Summum-Chiefs de Saint-Jean-sur-Richelieu |
| 2007-2008 | Matthew Medley     | Summum-Chiefs de Saint-Jean-sur-Richelieu |
| 2008-2009 | Louis Mandeville   | Caron et Guay de Trois-Rivières           |
| 2009-2010 | Maxim Gougeon      | Marquis de Saguenay                       |
| 2010-2011 | Julien Ellis       | Caron et Guay de Trois-Rivières           |
| 2011-2012 | Gabriel Lemieux    | Isothermic de Thetford Mines              |
| 2012-2013 | Sasha Pokulok      | Riverkings de Cornwall                    |
| 2013-2014 | Marco Cousineau    | Caron et Guay de Trois-Rivières           |
| 2014-2015 | Samuel Carrier     | Éperviers de Sorel-Tracy                  |
| 2015-2016 |                    |                                           |
| 2016-2017 |                    |                                           |
| 2017-2018 | Loïc Leduc         | Assurancia de Thetford                    |
| 2018-2019 | Philippe Cadorette | Assurancia de Thetford                    |